# انتقال الکترون

نمونه ای از واکنش اکسایش-کاهش بین سدیم و کلر

انتقال الکترون (ET) زمانی اتفاق می‌افتد که یک الکترون از یک اتم یا مولکول به یک گونه شیمیایی دیگر تغییر مکان می‌دهد. انتقال الکترون یک توصیف مکانیکی از انواع خاصی از واکنش‌های اکسایش-کاهش شامل انتقال الکترون است.
فرآیندهای الکتروشیمیایی واکنش انتقال الکترون هستند. واکنش‌های انتقال الکترون به فتوسنتز و تنفس ارتباط دارند. واکنش‌های انتقال الکترون معمولاً شامل کمپلکس‌های فلزات واسطه نیز می‌شوند، در شیمی آلی، انتقال الکترون مرحله‌ای در برخی از واکنش‌های پلیمری‌شدن تجاری مشاهده می‌شود. این پدیده در عملکرد کاتالیزور فتوردوکس نقشی بنیادی دارد.

## همچنین ببینید
- الکترون حلال‌پوشیده